# Condado de Broward
O condado de Broward (em inglês:  Broward County) é um dos 67 condados do estado americano da Flórida. A sede e cidade mais populosa do condado é Fort Lauderdale. Foi fundado em 1915 e seu nome provém do 19.° governador da Flórida, Napoleon Bonaparte Broward.
Com quase 2 milhões de habitantes, de acordo com o censo nacional de 2020, é o segundo condado mais populoso do estado, atrás do Condado de Miami-Dade, e o 17º mais populoso do país. É também o segundo mais densamente povoado do estado. Vivem no condado 9% da população total da Flórida.

## Geografia
De acordo com o Departamento do Censo dos Estados Unidos, o condado possui uma área de 3 388,5 km², dos quais 3 115 km² estão cobertos por terra e 273,5 km² (8,1%) por água.

### Localidades
Cidades
- Coconut Creek
- Cooper City
- Coral Springs
- Dania Beach
- Davie
- Deerfield Beach
- Fort Lauderdale
- Hallandale Beach
- Hillsboro Beach
- Hollywood
- Lauderdale Lakes
- Lauderdale-by-the-Sea
- Lauderhill
- Lighthouse Point
- Margate
- Miramar
- North Lauderdale
- Oakland Park
- Parkland
- Pembroke Park
- Pembroke Pines
- Plantation
- Pompano Beach
- Southwest Ranches
- Sunrise
- Tamarac
- Weston
- West Park
- Wilton Manors

Vilas
- Lazy Lake
- Sea Ranch Lakes

## Demografia
Desde 1920, o crescimento populacional médio do condado, a cada dez anos, é de 102,0%. O condado é um dos centros de presença brasileira nos Estados Unidos, com milhares de imigrantes.

### Censo de 2020
Segundo o censo nacional de 2020, o condado possui uma população de 1 944 375 habitantes e uma densidade populacional de 624,2 hab/km². Seu crescimento populacional na última década foi de 11,2%, abaixo da média estadual de 14,6%. É o segundo condado mais populoso da Flórida, atrás do Condado de Miami-Dade, e o 17º mais populoso dos Estados Unidos. É também o segundo mais densamente povoado do estado.
Possui 860 329 residências que resulta em uma densidade de 276,2 residências/km² e um aumento de 6,2% em relação ao censo anterior. Deste total, 12,1% das unidades habitacionais estão desocupadas. A média de ocupação é de 2,3 pessoas por residência.

### Censo de 2010
Segundo o censo nacional de 2010, o condado possui uma população de 1 748 066 habitantes e uma densidade populacional de 557,9 hab/km². Possui 810 388 residências, que resulta em uma densidade de 258,6 residências/km².
Das 31 localidades incorporadas no condado, Fort Lauderdale é a mais populosa, com 165 521 habitantes, enquanto North Lauderdale é a mais densamente povoada, com 3 451 hab./km². Lazy Lake é a menos populosa, com 24 habitantes. De 2000 para 2010, a população de Lauderdale-by-the-Sea cresceu 136% e a de Sea Ranch Lakes reduziu em 52%. Apenas cinco localidades possuem população superior a 100 mil habitantes.

## Educação
As Escolas Públicas do Condado de Broward gerencia escolas públicas.